# 피, 수고, 눈물, 그리고 땀
피, 수고, 눈물, 그리고 땀(Blood, toil, tears and sweat)은 윈스턴 처칠이 1940년 5월 13일 영국 서민원에서 한 연설에 포함된 유명한 표현이다.

## 배경
피, 수고, 눈물, 그리고 땀은 윈스턴 처칠이 1940년 5월 10일 영국 총리에 취임한 후에 한 첫 연설인데 이 연설을 통해 처칠은 서민원으로 하여금 자신의 정부에 대한 확신을 선포할 것을 요구했다. 이러한 감정은 모두에게 전해졌다. 피, 수고, 눈물, 그리고 땀은 프랑스 침공 때 한 세 연설 중 첫 연설이다.

## 역사
피, 수고, 눈물, 그리고 땀 연설은 가리발디와 시어도어 루스벨트의 연설에서 구절을 따온 것이다.

## 내용
I would say to the House as I said to those who have joined this government: "I have nothing to offer but blood, toil, tears and sweat". We have before us an ordeal of the most grievous kind. We have before us many, many long months of struggle and of suffering. You ask, what is our policy? I will say: It is to wage war, by sea, land and air, with all our might and with all the strength that God can give us; to wage war against a monstrous tyranny never surpassed in the dark and lamentable catalogue of human crime. That is our policy. You ask, what is our aim? I can answer in one word: it is victory, victory at all costs, victory in spite of all terror, victory, however long and hard the road may be, for without victory there is no survival.
정부에 참가한 분들께 말씀드렸듯, 하원 의원 여러분들께 말씀드리렵니다. 저는 피, 수고, 눈물, 그리고 땀밖에 드릴 게 없습니다. 우리 앞에는 가장 극심한 시련이 있습니다. 우리 앞에는 투쟁과 고통의 오랜 시간이 있습니다. 여러분들은 우리의 정책이 무엇인지를 묻습니다. 저는 이렇게 말하겠습니다: 육해공에서 우리의 모든 힘과, 하느님이 우리에게 주신 모든 힘으로 전쟁을 해나가는 것, 인류 범죄의 어둡고 통탄할만한 목록 속에서 전례 없던 괴물 같은 폭정에 대항하여 전쟁을 해나가는 것입니다. 그것이 우리의 정책입니다. 여러분들은 우리의 정책이 무엇인지를 묻습니다. 한 마디로, 승리입니다. 모든 대가를 치르는, 모든 공포에도 불구한 승리, 여정이 얼마나 오래 걸리든, 얼마나 고생스럽든 간에 승리입니다. 승리하지 못하면 생존은 없습니다.

## 유산
2013년 4월 26일, 잉글랜드 은행은 새로 발행될 5파운드 지폐 뒷면 처칠 초상화 밑에 '저는 피, 수고, 눈물, 그리고 땀밖에 드릴 게 없습니다'라는 구절을 포함할 것을 발표했다.